# Cicuta douglasii
Cicuta douglasii  es una especie de planta con flor herbácea perenne que crece de 0,5-2 m de altura;  es venenosa y crece en lugares templados del hemisferio norte.

## Distribución y hábitat
Es una planta perenne que crece en lugares húmedos como pantanos, orillas de arroyos,  zanjas, prados y pastizales húmedos. Las raíces de esta planta son gruesas y tuberosa, con muchos tubérculos más pequeños procedentes del tubérculo principal. Esta estructura de la raíz permite a la cicuta de agua adaptarse y sobrevivir en condiciones de humedad. La cicuta de agua es más abundante en la Columbia Británica, y es originaria de América del Norte. En América del Norte que crece principalmente en la base de las Montañas Rocosas hasta la costa del Pacífico, que se extiende todo el camino desde Alaska hasta California. Las necesidades de agua limitan el crecimiento de esta planta en pastizales abiertos.

## Descripción
Las características de cicuta de agua son su tallo, que es 0,5 a 2 metros de altura con manchas violáceas, raíces gruesas y hojas que son compuestas pinnadas y alternas.  Los foliolos son generalmente de 5-8 cm de largo y 1-2 cm de ancho, con bordes irregulares.   Las flores son inflorescencias en forma de umbela con muchas pequeñas flores blancas.  Hay dos semillas por cada flor. La dispersión de las semillas de semillas se produce por  medio del viento, el agua  y transportado a través del suelo.  Las semillas germinan en primavera y las flores maduran cerca de finales de junio y principios de julio. En Además de brotar nuevas plantas a partir de semillas, los rizomas también pueden producir nuevas plantas.

## Toxicidad
La principal característica distinguible de la cicuta  es su toxicidad. La cicutoxina es la toxina que es producida por la cicuta de agua, por lo que es la planta más venenosa en América del Norte. La cicutoxina es un líquido amarillento que es frecuente en las raíces. Se trata de un alcohol insaturado que tiene un impacto importante en el sistema nervioso central de los animales. Los primeros síntomas de intoxicación por cicutoxina incluyen salivación excesiva, espuma en la boca, nerviosismo y falta de coordinación. Estos síntomas pueden convertirse en temblores, debilidad muscular, convulsiones y fallo respiratorio.   Muy pequeñas cantidades de materiales verdes de  cicuta de agua, alrededor de 0,1% del peso corporal de una persona puede incluso conducir a la muerte. Además de ser extremadamente peligrosa para los seres humanos, esta planta tiene un enorme impacto en los animales. Es una de las primeras plantas para salir en primavera, y tiene un olor muy atractivo.   Tan poco como 0.2% -0.5% del peso corporal para las ovejas, 0,1% de peso corporal para el ganado, 0,5% de peso corporal para caballos, y 0,3% de peso corporal para los cerdos puede ser letal. La muerte puede ocurrir dentro de los quince minutos de la ingestión de esta toxina. Estas características, junto con el hecho de que crece en áreas húmedas hacen que sea una planta muy deseable, pero mortal  para los animales de pastoreo.

## Taxonomía
Cicuta douglasii fue descrita por (DC.) Coult. & Rose  y publicado en Contributions from the United States National Herbarium 7(1): 95. 1900.
Etimología
Cicuta: nombre clásico latino de la cicuta,
douglasii: epíteto otorgado en honor del botánico escocés David Douglas (1798-1834)
Sinonimia
- Cicuta californica A.Gray
- Cicuta fimbriata Greene
- Cicuta frondosa Greene
- Cicuta maculata var. californica (A.Gray) B.Boivin
- Cicuta occidentalis f. frondosa (Greene) Greene
- Cicuta purpurata Greene
- Cicuta sonnei Greene
- Cicuta vagans Greene
- Cicuta virosa var. californica (A.Gray) J.M.Coult. & Rose
- Sium douglasii DC.[9]